# Petruskirche (Halle)

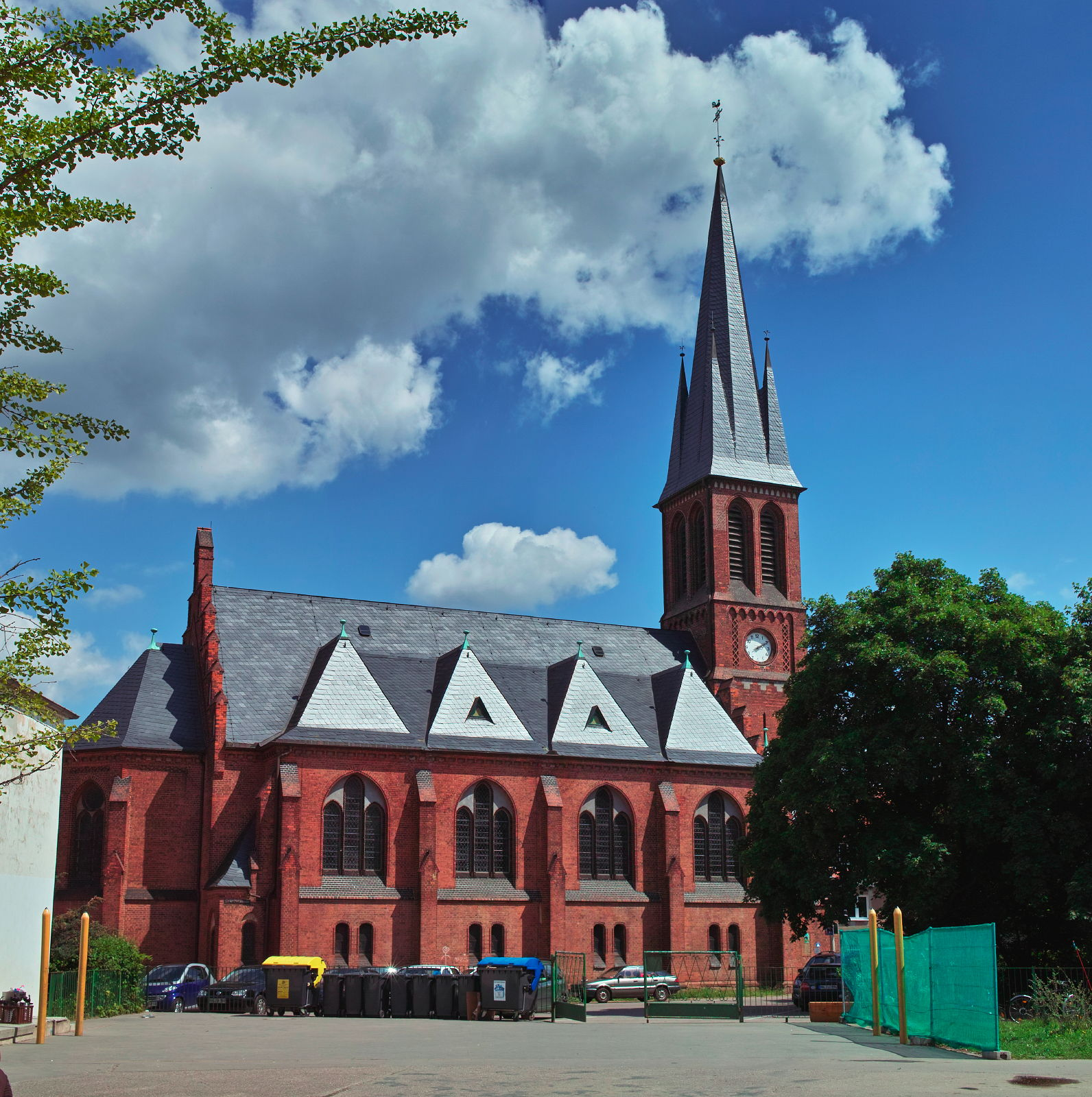
Petruskirche in Kröllwitz

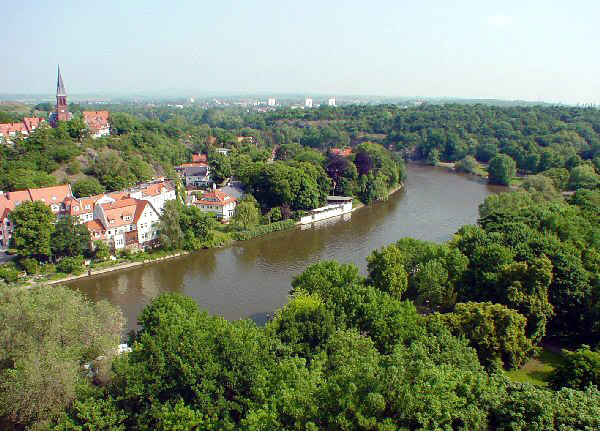
Blick vom Giebichenstein auf Kröllwitz – im Hintergrund die Petruskirche

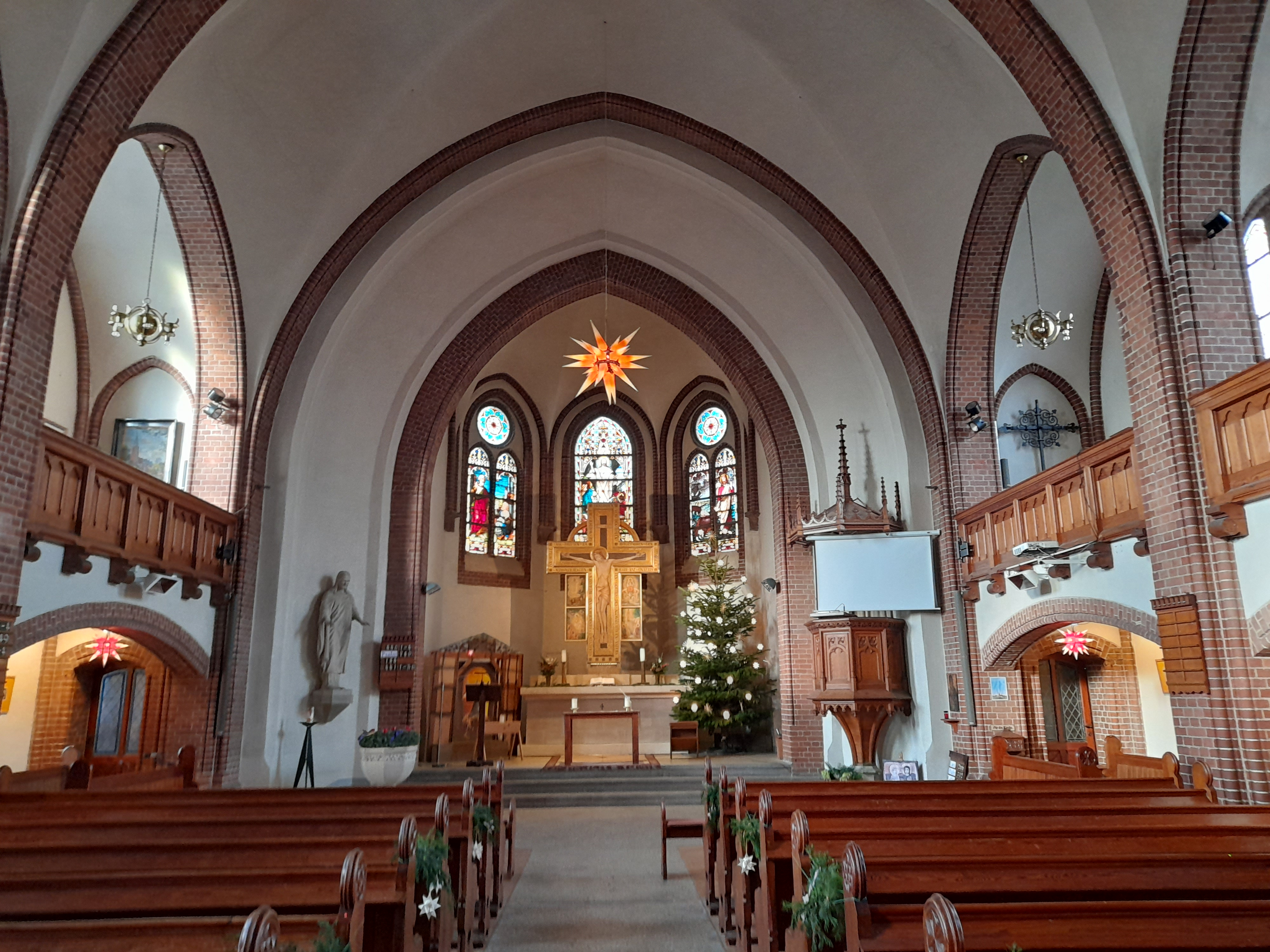
Blick in den Innenraum zum Altar

Die Petruskirche im Stadtteil Kröllwitz von Halle (Saale) steht im Norden der Stadt am Ufer der Saale auf dem sog. Tannenberg, der Burg Giebichenstein gegenüber. Sie gehört zum Kirchenkreis Halle-Saalkreis der Evangelischen Kirche in Mitteldeutschland. Im Denkmalverzeichnis der Stadt Halle ist die Kirche unter der Erfassungsnummer 094 04806 verzeichnet.

## Geschichte
Bis zur Eingemeindung im Jahre 1900 nach Halle war Kröllwitz ein Beidorf von Giebichenstein und wurde vom Pfarramt der Bartholomäuskirche betreut. Durch das Anwachsen der Einwohnerzahlen infolge der verstärkten Industrialisierung konnte die Gemeinde jedoch nicht mehr ausreichend durch die Bartholomäusgemeinde versorgt werden. Nachdem die Gemeinde 1892 bereits einen eigenen Pfarrer erhalten hatte, wurde am 6. März 1900 der Grundstein für die Kirche gelegt; die Einweihung erfolgte bereits am 19. September 1901. Entworfen und ausgeführt hat sie der aus Lübeck stammende Architekt und Baurat Johannes Matz, der auch am Bau der Pauluskirche beteiligt war.
Am 14. April 1945 wurde das Kirchendach durch die Sprengung der Kröllwitzer Brücke zerstört und erst 1955, nach provisorischer Pappdeckung, mit Schiefer gedeckt. 1996 gründete sich der Förderkreis Petruskirche. In den Jahren ab 1997 fanden verschiedene Sanierungen statt, u. a. wurde ab 2001 der Innenraum saniert, sowie die acht großen Seitenfenster.

## Standort
Der links der Saale gelegene Standort auf dem markanten etwa 30 Meter hohen Porphyr-Felsen und der damit eingeschränkte Bauplatz ließ es nicht zu, die Kirche in Ost-West-Richtung zu bauen. Dadurch steht der Altar der Kirche im Norden. Neben der Burg Giebichenstein – am anderen Ufer ebenfalls auf einem Felsen gelegen – dominiert die Kirche das Saaletal an dieser Stelle.

## Bauwerk
Die Kirche wurde als dreischiffiger, neogotischer Hallenbau errichtet. Der etwa 45 Meter hohe südliche Turm überragt – durch die Höhenlage auf dem Felsen unterstützt – die umgebende Landschaft. Die großen Schallfenster verfügen über hölzerne Jalousien und wurden mit den Glocken über der Turmuhr angeordnet. Die Turmuhr besitzt drei Zifferblätter. Schiff und Turm wurden in rötlichem Backstein verblendet. Der Chor wurde polygonal angelegt.
Das Hauptportal befindet sich im Turmschaft. Rechts und links davon sind die Treppentürme zu den Emporen angeordnet. Das breit angelegte Mittelschiff mit Gurtbögen und Kreuzgewölbe hat eine lichte Höhe von ungefähr elf Metern. Pfeiler und Fensterrahmen sind mit roten Klinkern verblendet, die sich deutlich vom Weiß der Wände und des Gewölbes abheben.

## Ausstattung
Die Orgel auf der Südseite mit 24 Registern wurde 1901 von der Orgelbaufirma Rühlmann (Zörbig) gebaut. 1936 wurde sie von Sauer erweitert. Der in seiner natürlichen Holzfarbe belassene Orgelprospekt an der Südseite trägt den Anfang des Psalms: „Singet dem Herrn ein Lied!“ eingeschnitzt. Das Instrument besitzt heute 29 Register auf zwei Manualen und Pedal bei elektropneumatischen Trakturen. 

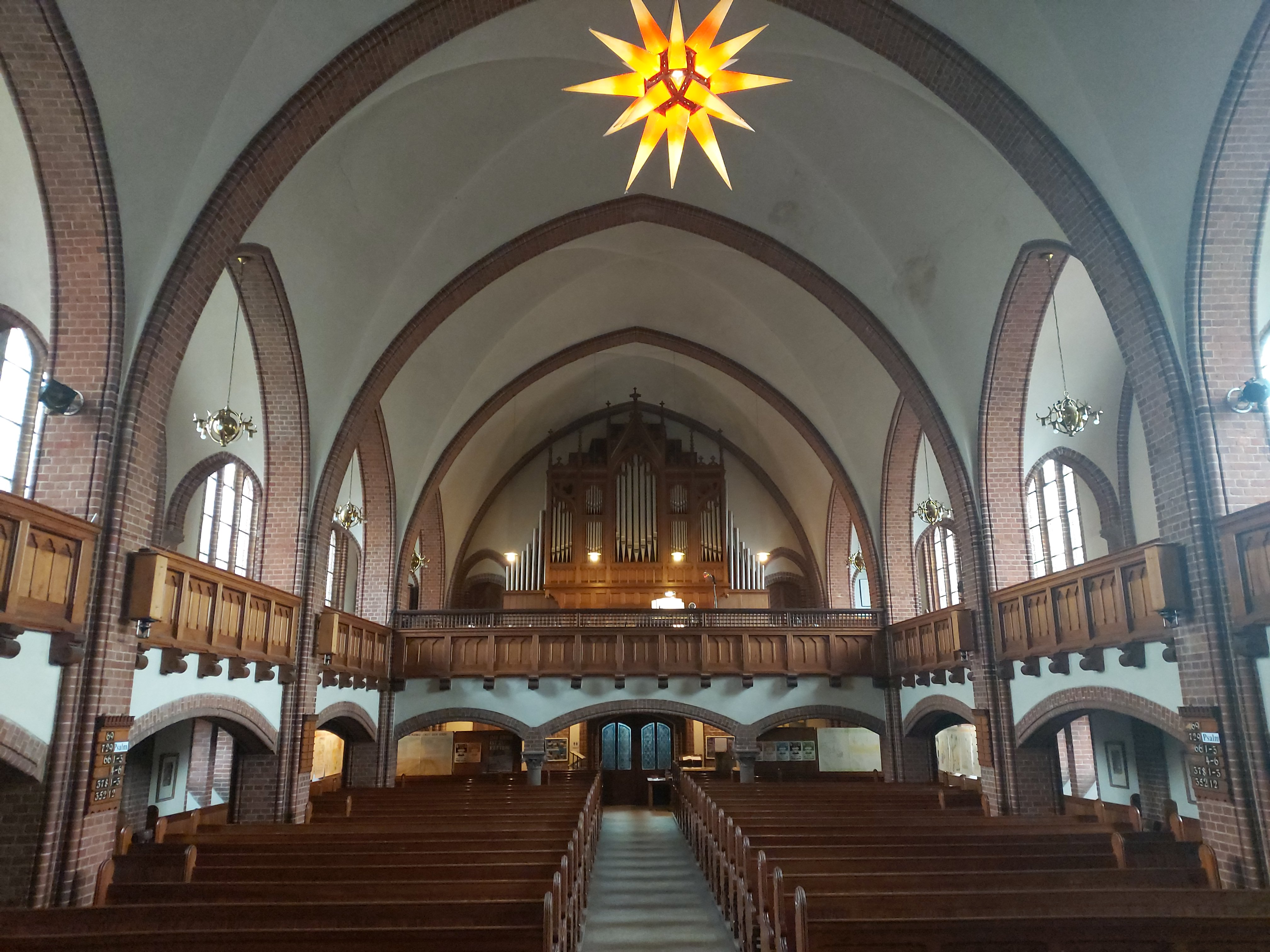
Blick zur Orgel

Neben dem Orgelprospekt sind Kanzel und Kirchenbänke in natürlichen Holzfarben belassen. In die verhältnismäßig schlanken Seitenschiffe wurden die Emporen eingebaut.
Die hölzerne polygonale Kanzel befindet sich rechts am Apsisbogen. Altar, Kreuz und Taufstein aus weißem Kalkstein entwarf ebenfalls der Architekt Johann Matz. Im Jahre 1942 schuf der Kröllwitzer Kirchenmaler Fritz Leweke (1901–2001) das Kreuz, den gekreuzigten Jesus auf vergoldetem Grund mit einem umlaufenden Satz aus dem Glaubensbekenntnis. Der heutige Altartisch wurde 1961 aus Nebraer Sandstein ausgeführt.
Die drei Altarfenster zeigen in der Mitte die Auferstehung Jesu Christi und rechts und links Szenen aus dem Leben das Apostels Petrus.